# Ecteinascidia herdmani
Ecteinascidia herdmani är en sjöpungsart som först beskrevs av Fernando Lahille 1887.  Ecteinascidia herdmani ingår i släktet Ecteinascidia och familjen Perophoridae. Inga underarter finns listade i Catalogue of Life.